# Eurytoma obocki
Eurytoma obocki är en stekelart som beskrevs av Jean Risbec 1955. Eurytoma obocki ingår i släktet Eurytoma och familjen kragglanssteklar.
Artens utbredningsområde är Somalia. Inga underarter finns listade i Catalogue of Life.